# Kathy Dauthuille
Pour les articles homonymes, voir Dauthuille.
 (mai 2020).
Kathy Dauthuille, née le 16 juillet 1950 à Arras, est nouvelliste, poète et romancière française.
Son œuvre fait se rencontrer notamment différentes cultures, mythologies, spiritualités et philosophies.

## Biographie
Dès l’âge de huit ans, elle commence à écrire après avoir entendu une émission de radio sur Marceline Desbordes-Valmore. Fille du peintre André Dauthuille, elle suit sa scolarité dans le Pas-de-Calais puis poursuit ses études supérieures à l’Institut français de Madrid. Licenciée et titulaire d'une maîtrise en espagnol, elle continue son cursus à Lille pour préparer une thèse de doctorat sur Henri Bosco qu'elle soutient le 4 mars 1983. Elle rencontra d'ailleurs l'écrivain en 1973.
Elle commença à enseigner à Saint-Pol-sur-Ternoise où elle fit la connaissance de la poétesse Jeanne Maillet qui dirigeait le Cercle poétique du Ternois dont  elle devint membre à son tour et fut reçue à la Société des Rosati en 1978.
Amoureuse de la nature, Kathy Dauthuille parraine un chêne dans «La forêt des Mille Poètes».
Parallèlement à la parution de son livre Les voyageurs au sang d'or, elle rencontra deux fois Manitas de Plata.
Outre les séances de dédicaces de ses livres, Kathy Dauthuille donne aussi des conférences en France sur différents sujets : Henri Bosco, Federico García Lorca, les Gitans et le flamenco, les indiens Kogis.
Elle a participé à l'émission télévisée « Entre nous » sur FR3 les 7 et 9 juin 1979, à des émissions de radio (Fréquence-Nord). Il lui a été consacré de nombreux articles dans la presse (La Voix du Nord, L'Abeille de la Ternoise, Plein Nord, La Feuille de cristal, Le Mûrier blanc, Midi libre, La Semaine de Nîmes, Arras Actualités. En 2011, Kathy Dauthuille figure parmi la liste des 100 auteurs invités à la 10e édition du Festival de la Biographie de Nîmes.

## Prix et distinctions
- Divers premiers prix dans les Académies de Corse, Quercy, Périgord
- Médaille d'or de l'Académie d'Arras, 1979
- Reçue à la Société des Rosati, 1978
- Prix du récit de la Renaissance française, 1990

## Œuvres
Poèmes
- Sélectionnée au concours « Poésies 88 » de La Voix du Nord
- Ciselures ou l'or d'une reliance, recueil, Bené, 1999
- A participé à Estracelle Poésie d'aujourd'hui en Région Nord/Pas-de-Calais, Éditions Maison de la Poésie, 1994
- Carte postale Mystère imprimée par Jean Le Mauve en 1990
- Sur un tapis d'Ispahan, La revue de Téhéran, mai 2015
- Sylphis et les Ombragines, textes en prose poétique accompagnant les dessins d'Alain Brechbuhl, Édité à compte d'auteur, janvier 2021.  (ISBN 979-10-94012-01-7)

Nouvelles
- Le Secrétaire, Éditions La Pensée Française, 1978
- Participation à L'Anthologie des Écrivains du Nord et de l'Est, Éditions La Bruyère, 1981
- Diverses nouvelles sont parues dans des revues littéraires  par exemple L'agate à eau
- Visite parue dans L'abeille de la Ternoise, le 20 septembre 1986

Romans
- La Fontaine endormie, Éditions Maison Rhodanienne de Poésie, 1979. Histoire romantique se passant dans la campagne bretonne.
- Sonate pour laud, Préface de Achille Pichon, Carlo Descamps, 1980. L'action se situe en Jordanie et retrace les coutumes à travers la vie d'une petite fille.
- La noria des temps, Joël Gaillard, 1988, illustré par Marguerite Capon, Préface de Pierre Reboul, Les scènes se déroulent en Espagne, en particulier en Estrémadure. Chaque chapitre est un petit tableau.
- Tisserand du soleil, Les Éditions Thélès, 2008. Conte poétique en hommage aux Kogis qui vivent dans la sierra de Colombie.
- Les voyageurs au sang d'or, Préface de Jean-François Maury, Les Éditions du Puits de Roulle, 2010  (ISBN 978-2-919139-00-2). Une saga montrant des gitans à travers leur voyage et leurs coutumes. L'œuvre a été mise en scène dans le respect du texte et jouée le 25 mars 2011 à Saint-Laurent-Blangy (62) dans le cadre du "Printemps des poètes".
- Tisserand du soleil, réédition revue, corrigée et illustrée, Les Éditions du Puits de Roulle, 2013  (ISBN 978-2-919139-59-0). Conte poétique en hommage aux Kogis qui vivent dans la sierra de Colombie.
- La phrase du Mage, Histoire initiatique dont l'action se passe en Toscane, illustré par Alain Brechbuhl, Nombre7 Éditions, mai 2018.  (ISBN 978-2-36832-423-3)
- Une femme au Rajasthan, Un récit poétique tout en étant le témoignage d'un séjour passé dans le Rajasthan, Nombre7 Éditions, décembre 2019.  (ISBN 978-2-36832-890-3)
- 40, traduction en russe de La phrase du Mage, Éditions Fakel, février 2020
- Le 8 et la Déesse, Les Éditions du Puits de Roulle, août 2022  (ISBN 978-2-36782-088-0). Fiction poétique autour de vestiges des Alpilles ainsi que la symbolique du nombre 8, illustré par Alain Brechbuhl.
- Villatoya, un village de la Mancha, du rocher à la rivière, Nombre7 Éditions, mars 2025  (ISBN 979-10-427-1108-5). Récit et témoignage.

Traductions
- Les fils de la Terre du chaman Atawallpa Oviedo, 2004
- Les marcheurs de l'arc-en-ciel de Atawallpa Oviedo, Éditions Ambre, 2008

### Mise en mots
Texte de fond du spectacle "Al Qamâr", conte dansé représenté le 4 juin 2016 au Casino d'Arras. La création et la direction artistique sont de Aïda Asad-Dauthuille.